# Muhov grad
Muhov grad (tudi grad Mokovo, v italijanščini castello di Moccò) se nahaja v Italiji, v občini Dolina, v Bregu v Istri, v bližini pokopališča vasi Boršt, nad dolino Glinščice.
V teku zgodovine je bil grad največkrat imenovan »Mucho« oziroma »Mocho«, italijansko ime »Moccò« je novejše, medtem ko Slovenci uporabljamo še starodavno ime »Muho«.

## Nastanek gradu
Grad so dali zgraditi tržaški škofje, da bi z njega nadzorovali pomembno trgovsko pot, ki je iz žaveljskih solin potekala skozi Muchov okraj proti Ljubljani in naprej proti srednji Evropi. Okraj, ki je nosil ime po gradu, je obsegal deset vasi (imenovane z srednjeveškimi imeni, v oklepaju današnje poimenovanje): Riçmegne (Ricmanje), Gassi (Log), Borst (Boršt), Breseç (Zabrežec), Bagnoli (Boljunec), Creguiani (Kroglje), Sancti Odorici (Dolina), Sancti Martini (Brce), Brde (Brdo) in Preseriani (Preserje). Zadnji dve vasi sta v teku let izginili.
Grad je bil sezidan na samem vrhu griča, ki stoji med kraškim robom in gričem sv. Mihaela nad Boljuncem. Grič je lahko dostopen samo na severozahodni strani, kjer je tudi bil vhod v utrdbo. Grad je bil podolgovate oblike, ščitili pa so ga trije stolpi. Prva dva sta stala nad vhodom, tretji stolp, imenovan tudi zvonik, pa je stal na vzhodni strani gradu, nad dolino Glinščice. Izvirno so bili stolpi precej visoki, v 15. stoletju pa so jih Benečani porušili do višine obrambnih zidov.
Danes so se od celotne strukture ohranile le vdolbine v skali na vrhu griča, ki predstavljajo temelje obrambnih zidov ter 9 m dolg zid z odprtino v obliki loka. To odprtino so verjetno uredili med  prvo svetovno vojno, kadar so uporabili te ruševine tako, da so tu uredili postojanko za mitraljez.

## Trinajsto stoletje
Grad je prvič omenjen leta 1233 kot »Castro de Muchou«. V tem času je bil grad sicer last tržaških škofov, a upravljala ga je  družina de Mucho. Ministeriali »de Mucho« so prvič omenjeni leta 1166, iz česar bi lahko sklepali, da je Muhov grad verjetno obstajal že v 12. stoletju.
Grad je bil porušen v vojni med tržaško in koprsko komuno in na stroške oglejskega patriarha na novo zgrajen leta 1268. Patriarh ga je lahko upravljal do smrti, nato je zanj skrbela Tržaška občina, ki se je zavezala, da ga vrne, ko bo izvoljen novi patriarh.
Leta 1281 se je vnela vojna med patriarhatom in Beneško republiko za posest Trsta in Istre. Benečani so kmalu osvojili Muhov grad in ga obdržali tudi leta 1287, ob obleganju patriarhove vojske. Leta 1289 so se začela pogajanja za mir, vendar do sporazuma ni prišlo in se je vojna nadaljevala vse do leta 1291, ko so končno nasprotujoče si sile sklenile mir in je bil grad vrnjen tržaškemu škofu. Medtem se je finančna situacija škofije močno poslabšala in škof ni mogel kriti vseh svojih stroškov, zato je dal grad v upravo tržaški občini, najprej za deset let, leta 1295 pa dokončno.

## Štirinajsto stoletje
Do leta 1323 je bil grad formalno v lasti škofov, a upravljala ga je občina. Približno leta 1334 je bil Muhov okraj z gradom vred uradno priključen tržaški občini. V tem času se začenja pojavljati ime »Mocho« za grad.
Leta 1358 je tržaška komuna zaprla prehod po trgovski poti, ki je potekala ob gradu, da bi tako prisilila trgovce namenje v Istro, da zavijejo proti prehodu Ključ, kar naj bi speljalo trgovski promet v mesto. To dejanje je sprožilo novo vojno med Trstom in Benetkami, ki so napadle mesto leta 1368. Obleganje ni imelo pričakovanega uspeha, saj je bilo mesto oskrbljeno preko cest, ki sta jih ščitila dva tržaška gradova v bližnjem zaledju, Muhov in Proseški grad. Beneška republika se je torej odločila, da osvoji oba gradova in tako zapre vse poti v mesto. Proseški grad Mokolan (Moncolano) so Benečani osvojili februarja 1369, a napad na Muhov grad je bil veliko težji; beneški poveljnik Michiel je imel na voljo dve strategiji: ali odprti napad z vsemi razpoložljivimi vojaki, ali dolgo obleganje. Tedaj se je oglasil pri Benečanih tržaški poveljnik Astolfo Peloso (Astulphum Pilosum), takrat tudi poveljnik Muhovega grada. Tržačan se je javil kakor posrednik za pogajanje o predaji mesta Beneški republiki, a ko so je le to začelo, je prišla v mesto vest o bližajoči se avstrijski vojski, ki je prihajala v pomoč Trstu. Pogajanja so se v trenutku končala in Peloso se je hitro zaprl v Muhov grad. Vojna se je torej nadaljevala, a medtem ko so mesto osvojili Benečani, je Muhov grad še čvrsto stal v rokah tržaškega poveljnika Pelosa, ki je iz grada nadaljeval svojo vojno proti Benečanom za celo leto dni. V mirovni pogodbi je bilo sklenjeno, da bo Muhov grad predan Benečanom, medtem ko se bo lahko tržaški poveljnik umaknil na avstrijski dvor. 
Muhov grad je ostal v lasti Beneške republike od leta 1371 do leta 1380 in v tem času so Benečani nekoliko prenovili objekt. Leta 1382 je Trst prešel pod avstrijsko krono in z njim tudi Muhov grad.

## Petnajsto stoletje
Leta 1461 je dobila tržaška občina v zakup varstvo Muhovega gradu. Prav v teh letih je občina dosegla svoj največji obseg in njena južna meja je bila pri Podgradu. Situacija je bila podobna tisti izpred enega stoletja; Trst je imel nadzor nad vsemi cestami, ki so povezovale Kranjsko z Istro in je spet speljal trgovski promet v mesto. Kot v 14. stoletju, so  Benetke napovedale vojno Trstu. Vojno je spet zmagala pomorska republika (1463) in si pridobila ozemlje Muhovega gradu in Podgrada. Grad je bil popravljen, previsoki stolpi so bili znižani in urejeni so bili novi obrambni nasipi ter druge strukture.

## Šestnajsto stoletje
Leta 1509 je prišlo do nove vojne med Avstrijo in Benetkami in tržaške sile so poskusile zavzeti grad, a brez nobenega rezultata, zato so prosile cesarja za pomoč. Tako se je tržaškim četam, ki jim je poveljeval škof Peter Bonomo, pridružilo  dvesto čeških pešcev in dvesto hrvaških konjenikov. S to vojsko je oktobra leta 1511 začel oblegati Muhov grad. Po dvajsetih strelih možnarja se je beneška posadka predala, kakor opisuje tudi ep beneškega pisca Gerarda de Gerardi. Tej predaji sledijo predaje vseh okoliških utrdb, tabora pri Dragi in Socerbskega gradu.
Škof Bonomo je dobro vedel, da se grad ne bo mogel vrniti tržaški občini, saj je bil osvojen s pomočjo cesarskih sil. Upoštevati je bilo tudi treba, da ga predvidoma niti Avstrija ne bi želela vzdrževati, ker je stal v dolini Brega, kjer je imel škof veliko pravic in imetja. Temu je treba dodati še dejstvo, da je bil v trenutku osvojitve grad v zelo slabem stanju in že preveč ostarel za nove vojaške tehnike in orožje. Zaradi vseh teh razlogov je bil grad, na škofov ukaz, do tal porušen 11 oktobra 1511.